# Vitaphone Racing Team
Das Vitaphone Racing Team  ist ein deutsches Motorsport-Team, das aus Herborn kommt. Der Hauptsponsor ist die Vitaphone GmbH.
Das Team besteht aktuell aus 32 Mitarbeitern. In der FIA-GT-Meisterschaft 2009 sind neben dem Teamchef Michael Bartels auch Andrea Bertolini, Miguel Ramos und Alex Müller permanent im Einsatz. Für das 24-Stunden-Rennen von Spa-Francorchamps werden zusätzliche Fahrer hinzugeholt.

## Geschichte
Im Jahr 2004 wurde der Name Vitaphone Racing Team kreiert. Den Saleen S7-R, welcher unter dieser Nennung lief, setzte jedoch Konrad Motorsport ein. Am Ende des Jahres wurde das Team bestehend aus Michael Bartels und Uwe Alzen fünfte in der Teamwertung der FIA-GT-Meisterschaft.

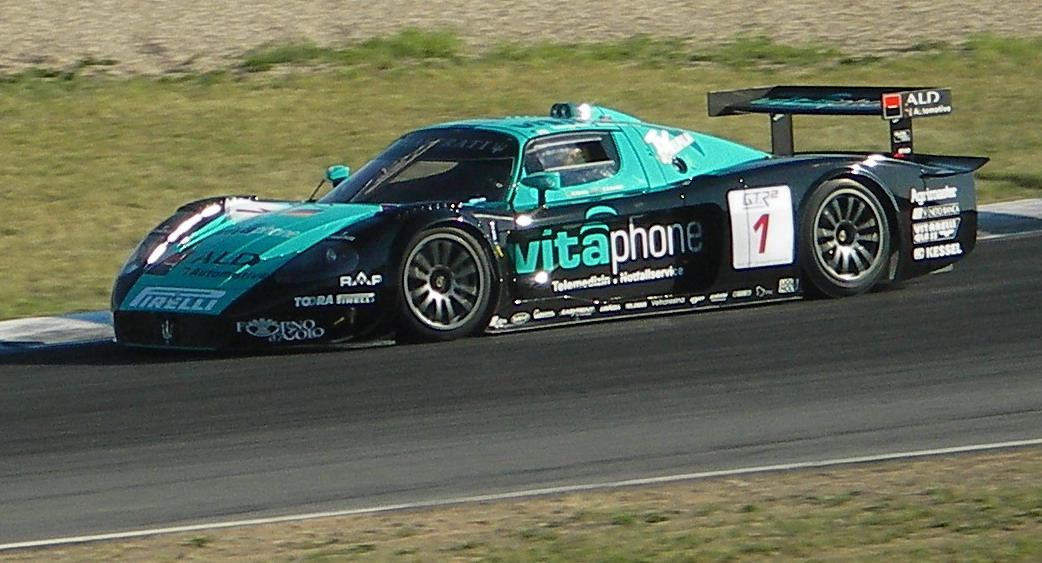
Maserati MC12 von Vitaphone

Für die Saison 2005 trennte sich Michael Bartels von Franz Konrad und dem Saleen S7-R und setzte auf den Maserati MC12, welche zum Ende der vorherigen Saison sein Debüt in der Meisterschaft gab. Die technische Leitung der Einsätze von zwei Maserati wurde nun von Schnabl Engineering aus Butzbach koordiniert. Das reguläre Fahrerduo in dieser Saison hieß Michael Bartels und Timo Scheider, welche am Ende zweite der Fahrermeisterschaft wurden. Mit Hilfe von Eric van de Poele als dritten Fahrer konnte Vitaphone Racing außerdem das 24-Stunden-Rennen von Spa-Francorchamps gewinnen. Auch die Konstrukteurswertung ging an das Team.
Zur Saison 2006 konnte Vitaphone Racing den Pirelli-Werksfahrer Andrea Bertolini für das Team gewinnen, nachdem Scheider den Weg zurück in die DTM suchte. Bartels und Bertolini gewannen drei Meisterschaftsläufe und die Fahrerwertung der GT1-Kategorie. Zusammen mit Eric van de Poele siegte das Fahrertrio erneut beim 24-Stunden-Rennen von Spa-Francorchamps und auch der Konstrukteurstitel ging an das Team.
Vor der Saison 2007 bezog das Vitaphone Racing Team seinen eigenen Teamsitz in Herborn, von wo aus nun die gesamte Leitung der Einsätze aus eigener Hand stattfand. Sportlich setzt man in diesem Jahr nicht mehr auf Pirelli-, sondern auf Michelin-Reifen. Somit verlor die Mannschaft Andrea Bertolini als Partner von Michael Bartels und versetzte intern Thomas Biagi aus dem zweiten Fahrzeug in das Erste. Dieser gewann den Fahrertitel in der FIA-GT-Meisterschaft, welcher alleine an den Italiener ging, da Bartels aus gesundheitlichen Gründen die ersten Rennen nicht bestreiten konnte. Im dritten Jahr in Folge konnte Vitaphone Racing auch den Konstrukteurstitel gewinnen. Beim 24-Stunden-Rennen in Spa-Francorchamps fuhr das Team Bartels-Biagi unter Mithilfe von Eric van de Poele und Pedro Lamy auf den zweiten Gesamtrang.
Da Andrea Bertolini vor der Saison 2008 seinen Werksfahrerstatus bei Pirelli verlor, kehrte er zu Vitaphone zurück. Mit lediglich zwei Rennsiegen, aber durch konstant gute Einzelergebnisse, wurden der Fahrer- und der Konstrukteurstitel erneut verteidigt. Neben dem 24-Stunden-Rennen in Spa, wo man mit Eric van de Poele und Stéphane Sarrazin erneut gewann, ging das Team auch zum 24-Stunden-Rennen von Le Mans. Da hier der Maserati MC12 jedoch nicht startberechtigt war, gab man die Nennung an das Strakka Racing Team ab, die einen Aston Martin DBR9 einsetzten. Somit lief auch der Einsatz mit Fahrern des britischen Partners.
Im Jahr 2009 setzte Vitaphone Racing in der FIA-GT-Meisterschaft zunächst zwei Maserati MC12 ein. Ab dem 24-Stunden-Rennen in Spa-Francorchamps wurde ein dritter Wagen als Vitaphone Racing Team DHL gemeldet, der zunächst nur für den Lauf in Belgien geplant war.  Nach dem Finale in Zolder legte Hauptkonkurrent Peka Racing unter anderem gegen die nicht zulässige Stallorder des dritten Fahrzeugs Protest ein. Dieser und zwei weitere Proteste wurden jedoch abgelehnt und das Team erneut Meister.
Mit dem Umbruch des Reglements der Gruppe GT1 für die Saison 2010 war zunächst unklar, ob der Maserati MC12 weiterhin eingesetzt werden kann. Nach Verhandlungen zwischen dem Team, der FIA und dem Organisator SRO, wurde das Fahrzeug aber unter Anpassung an das 2010 gültige Reglement jedoch erneut in der Meisterschaft zugelassen.